# Metalimnophila nemocera
Metalimnophila nemocera là một loài ruồi trong họ Limoniidae. Chúng phân bố ở miền Australasia.